# Syzygium pondoense
Syzygium pondoense är en myrtenväxtart som beskrevs av Adolf Engler. Syzygium pondoense ingår i släktet Syzygium och familjen myrtenväxter. IUCN kategoriserar arten globalt som sårbar. Inga underarter finns listade i Catalogue of Life.